# Флавий Филип
Вижте пояснителната страница за други личности с името Флавий Филип.
Флавий Филип (на латински: Flavius Philippus; fl. 340-те – 350-те) е офицер на Римската империя при император Констанций II.

## Биография
Син на месар, Филип се издига сред социалните прослойки, ставайки notarius. През 344 той става преториански префект на Изтока при император Констанций. Филип става консул през 348.
През 351, когато Констанций се изправя срещу бунта на узурпатора Магненций, Филип е изпратен във въстаническия лагер, официално за да преговаря за мир, но всъщност за да разбере военната готовност на врага. Филип се обръща към въстаническата армия, като ги обвинява в неблагодарност към Константиновата династия и предлага на Магненций да напусне Италия и да запази само Галия. След като Магненций се опитва да покори Сиския, Филип е задържан като затворник от узурпатора.